# Слуга государев
«Слуга государев» — российский фильм в жанре плаща и шпаги снятый в 2007 году. Съёмки фильма заняли 100 дней, а на написание сценария и подготовку ушло 2,5 года. Режиссёром выступил Олег Рясков. Премьера состоялась 22 февраля 2007 года.

## Описание сюжета
Действие фильма разворачивается на фоне Северной войны в 1709 году. Король Франции Людовик XIV отправляет двух дуэлянтов (графа Антуана де ля Буш — к Карлу XII, а его соперника шевалье Шарля де Брезе — к Петру Первому) с заданиями передать личные письма и быть наблюдателями при враждующих монархах.
На пути к Петру де Брезе и его спутники, брат и сестра фон Шомберг, попадают в ловушку польских разбойников. В сражении фон Шомберги погибают, француза спасает русский гвардеец, сержант Григорий Воронов. Последний ночует с шевалье в лесу, а затем приводит его к себе в деревню, которую вскоре занимают шведы.
Шведы, к которым примкнул де ля Буш, уже осведомлены о «лазутчике» и захватывают Воронова на хуторе. У них оказывается письмо, которое Людовик передал де Брезе. Ля Буш узнаёт из письма, что Людовик просит Петра поставить де Брезе, как дебошира, запятнавшего честь, в самое опасное место сражения, и понимает, что у его письма к шведскому королю аналогичное содержание. Коварный король отправил двоих дворян на смерть, так как они поссорились из-за снискавшей симпатии Людовика Шарлотты де Монтеррас. Де Брезе с помощью крестьянок отбивает Воронова у шведских солдат. Граф де ля Буш, спасаясь бегством, встречает «чёрного всадника» — польскую дворянку Анку, поклявшуюся вместе с братом Энжи отомстить Петру за уничтожение её родственников, признанных виновными в антирусских настроениях, и передаёт ей письмо.
Воронов и де Брезе переодеваются в шведскую форму и проезжают через мост на болоте, ведущий к осаждённой Полтаве, в этот момент появляется король Карл XII со свитой. Воронов стреляет в Карла, но де Брезе сбивает прицел, после чего герои чудом остаются в живых, перебравшись вплавь через трясину. С раной в ноге Карл читает письмо, переданное ему де ля Бушем, возмущается поведением царственного собрата и решает послать графа к Людовику с вестью о разгроме русских. Пётр, недовольный тем, что ему послали «соглядатая», отправляет де Брезе и Воронова в передний редут — самое опасное место сражения. В русский лагерь прибывают Анка и Энжи, но покушение проваливается, а Энжи при этом получает смертельное ранение.
На рассвете шведы идут в атаку и в кровопролитном бою берут приступом редут, однако русская конница не даёт закрепить успех. Де Брезе и Воронов чудом спасаются из редута. Карл приказывает армии обойти русских слева, после залпов с обеих сторон происходит ожесточённый штыковой бой. Карл вводит в дело резерв, но Пётр, бесстрашно ворвавшись в ряды отступающих, увлекает их в решающую атаку. Карла увозят с поля боя, шведских генералов берут в плен.
Де Брезе взят под стражу. Воронов погибает, прикрывая Петра от пули Анки, которую затем вешают по приказу царя. Де ля Буш и де Брезе завершают свою дуэль. Победивший Де ля Буш отказывается от предложения Петра I служить ему и увозит раненого де Брезе во Францию. На границе де Брезе встречает Шарлотту, узнавшую о содержании письма, и влюблённые отплывают на корабле искать счастья на чужбине, вероятно, в Новый Свет (вместе с детьми Воронова, которых де Брезе усыновил).

## Группа
- Режиссёр — Олег Рясков
- Продюсеры — Евгений Коган, Олег Рясков
- Сценарист — Олег Рясков
- Второй режиссёр и постановщик фехтования — Андрей Рыклин (также исполнил роль Александра Меншикова)
- Операторы — Дмитрий Яшонков (постановщик), Кирилл Нерсесян
- Художник постановщик — Виктор Шмелев
- Композиторы — Сергей Чекрыжов
Андрей Писклов

## В ролях
- Дмитрий Миллер — шевалье Шарль де Брезе (французский дубляж Damien Ferrette)
- Александр Бухаров — Григорий Воронов
- Ксения Князева — Шарлотта де Монтеррас
- Валерий Маликов — Антуан де ла Буш (в фехтовальных эпизодах дублёром Маликова был Андрей Рыклин)
- Алексей Чадов — Энжи
- Николай Чиндяйкин — хозяин постоялого двора, бывший стрелец
- Дарья Семёнова — Анка
- Андрей Сухов — Пётр I
- Андрей Рыклин — Александр Меншиков
- Влад Демченко — принц Филипп
- Дмитрий Шиляев — Людовик XIV
- Денис Шведов — шляхтич
- Олег Доброван — шведский солдат
- Эдуард Флёров — Карл XII
- Родион Юрин — граф де Гиш
- Елена Плаксина — Прасковья
- Александр Стариков — немец-переводчик
- Иван Шибанов — маркиз фон Шомберг
- Ольга Арнтгольц — маркиза Гретхен фон Шомберг
- Дмитрий Мазуров — слуга
- Александр Рапопорт — лекарь
- Валерий Жаков — русский офицер
- Алексей Матошин — русский офицер
- Алексей Шмаринов — русский офицер
- Александр Бабенко — придворный
- Юлия Майборода — придворная
- Мария Горбань — придворная
- Мария Кожевникова — придворная
- Наталья Лесниковская — придворная
- Екатерина Крупенина — придворная
- Валентина Березуцкая — крестьянка
- Нина Лощинина (Филимошкина) — крестьянка
- Светлана Чернышкова — крестьянка
- Екатерина Щанкина — крестьянка
- Ксения Виват — крестьянка
- Алина Поличук — фрейлина
- Андрей Болсунов — адъютант Карла
- Станислав Шмелёв — шведский драбант
- Владимир Мистюков — шведский драбант
- Олег Леушин — шведский драбант
- Максим Дахненко — шведский драбант
- Вадим Медведев — шведский драбант
- Игорь Филиппов — шведский драбант
- Сергей Апрельский — шведский драбант
- Юрий Маслак — шведский драбант
- Сергей Жолобов — шведский генерал
- Александр Пятков — кучер
- Алексей Люкшин — церемониймейстер
- Игорь Старосельцев — старик
- Дмитрий Орлов
- Дарья Носик — крестьянка
- Владимир Ябчаник — французский гвардеец
- Алексей Маслов — епископ
- Марина Яковлева — польская крестьянка

## Съёмки
- Режиссёр фильма встречался перед началом съёмок с супругой потомка Моро де Бразе, живущей в родовом замке во Франции, и обсуждал с ней детали сюжета[1].
- Для съёмок под главных героев были куплены четыре персональных лошади, на которых актёры начали обучение за полгода до съёмок. Одна из лошадей ранее принадлежала режиссёру Никите Михалкову. Именно из-за неё съёмочная группа в первый же день простояла почти четыре часа. На первом же дубле пугливое животное метнулось в сторону и задело кабель от камеры, приведя его в негодность. Чтобы заменить его, техникам пришлось выезжать в Москву[1].
- Перед тем как приступить к съёмкам, Олег Рясков снял пилотные сцены, для которых были сшиты около пятидесяти костюмов, изготовлены макеты шпаг. Постановкой поединков занимался А. Рыклин. Показав эти сцены, Рясков убедил продюсера Евгения Когана финансировать фильм.
- В первой версии сценария главным героем был ла Буш, но в ходе подготовки фильма сценарий неоднократно менялся и лишь к съёмкам принял свой окончательный вид[1].
- В фильм не вошли несколько планов компьютерной графики из-за неготовности супервайзера CG Павла Донатова создать компьютерных солдат-юнитов, из-за чего фильм лишился массовых сцен с большим количеством войск. Данный факт был неожиданностью для режиссёра.
- Фильм существует в трёх версиях:
  - Кинопрокатная хронометражом 2 часа 10 минут.
  - ТВ-версия, из которой убраны эротическая сцена главных героев и приход короля Луи XIV на карточную игру, хронометражом 1 час 58.
  - Режиссёрская версия 2022 года, хронометраж 1 час 54 минуты впервые представлена в России в цифровом формате высокого разрешения.
- Прототипом героя де Брезе стал автор «Записок бригадира Моро-де-Бразе» Жан Николя де Бразе, до нас эти записки дошли в переводе Пушкина. Согласно мемуарам, вследствие дуэли принужден был покинуть Францию и бежать за границу[2].
- Вопреки ошибочному мнению, прототипами принца Филиппа и графа де Гиша, были не Филипп I Орлеанский и Арман де Грамон, граф де Гиш (описанные у А. Дюма), которых связывали тесные отношения, они ко времени действия фильма (1709 год) уже умерли. В фильме же показаны Филипп II Орлеанский (35 лет в 1709 году) и Антуан V де Грамон, герцог де Гиш (37 лет в 1709 году). Филипп II был сыном Филиппа I и после смерти Людовика XIV стал регентом Франции. Герцог де Гиш принимал участие во всех военных кампаниях Людовика XIV, начиная с 1688 года, и в 1724 году стал маршалом Франции[1].
- Дмитрий Миллер ради фильма выучил французский язык и научился профессионально ездить верхом[3].

## Награды
- В 2008 году фильм был номинирован на премию MTV за лучшую киносхватку года.
- В 2008 году актёру Дмитрию Миллеру досталась Статуэтка «Вера» за главную роль в фильме «Слуга государев» на третьем Новгородском ежегодном фестивале исторических фильмов.
- В 2008 году фильм был отмечен почетным призом фестиваля исторических фильмов «Страницы истории» в Монцанбано (Италия)[4].

## Названия фильма на иностранных языках
- Battle of Poltava (Europe)
- Fantassins, seuls en première ligne (France)
- The Sovereign’s Servant[5] (International)
- Mitme isanda teener (Estonie)
- O Guerreiro Rei (Brésil)
- Pakt der Bestien — The Sovereign’s Servant (Allemagne)
- Pultavan taistelu (Finlande)
- Slaget vid Poltava (Suède)
- Sluha jejího veličenstva (République Tchèque)
- Sługa dwóch panów (Pologne)
- La Espada Del Rey (Span)
- Mitme Isanda Teener (Lt)
- Servo dello Zar (Ita)

## Сборы, реклама и бюджет
- Сборы в России — 6,8 млн. $ кинопрокат, ТВ и DVD[6]
- Сборы в мире — 5,1 млн. $ кинопрокат, ТВ и DVD
- Общие сборы — 11,9 млн.$ кинопрокат, ТВ и DVD
- Бюджет — 6,6 млн. $
- Реклама — 2,7 млн. $
- Количество копий — 385 (Россия)

## Фестивали и показы
- Фильм «Слуга государев» был показан более чем в 20 странах.
- Фильм неоднократно показывался на отечественных фестивалях («Вече»[7], «Страницы истории»). Также прошли его показы на кинофестивалях в Дании (в Копенгагене на V МКФ), Швеции и других европейских странах (МКФ «Рюрик»). Отдельно можно отметить участие фильма в показе лучших отечественных лент на международном фестивале исторического кино в 2008 году в Монцанбано (Италия), наряду с фильмами С. Дружининой, В. Хотиненко, К. Шахназарова и В. Масленникова[4].
- Режиссёрская версия фильма «Слуга государев» вышла в конце лета 2022. Как указано на сайте режиссёра Олега Ряскова её кинопрокат, премьерные показы по ТВ и Стрим платформам (России и странам бывшего СНГ) впервые представят зрителям цифровую версию высокого разрешения.

## Рецензии
- Гаврилова М. Рецензия на фильм «Слуга государев»
- Иностранные отзывы на фильм «Слуга государев»
- Рецензия на фильм «Слуга государев» на сайте kinopoisk.ru